# 窪塚洋介
窪塚 洋介（くぼづか ようすけ、1979年5月7日 - ）は、日本の俳優・レゲエシンガー・ミュージック・ビデオ監督・カメラマン。神奈川県横須賀市出身。横須賀市立大矢部小学校、横須賀市立大矢部中学校、神奈川県立横須賀高等学校卒業。レゲエDeeJay（歌手）としては卍LINE名義、ミュージック・ビデオ監督としては空水名義で活動している。俳優としては主に映画と舞台で活動しているが、2002年まではテレビドラマにも頻繁に出演していた。

## 経歴
1995年
- テレビドラマ『金田一少年の事件簿』（日本テレビ系）に深町充役で出演し、活動開始。

1998年
- 『GTO』（フジテレビ系）に菊池善人役で出演。

2000年
- 『池袋ウエストゲートパーク』（TBS系）に安藤タカシ役で出演。
- 初の著書『20〜放たれた言葉たちのゆくえ』（光進社刊）を出版。

2001年
- 『ドラマDモード』シリーズ『もう一度キス』（NHK総合テレビ系）で三枝歩役でテレビドラマ初主演。
- 映画『GO』に主演・杉原役で出演し、最年少で日本アカデミー賞である新人俳優賞と最優秀主演男優賞を受賞、その後映画も多くの映画賞を受賞。

2003年
- 5月、一般人女性と結婚。
- 10月、長男・愛流が誕生。

2004年
- マンションの9階から転落する事故で一時重体になるが、一命を取り留める（#転落事故を参照）。

2005年
- 映画『同じ月を見ている』で、活動復帰後の初主演

2006年
- 8月25日、卍LINEとしての自身の楽曲「REMEMBER」が収録された『DAZZLIN’GOLD-ina dancehall style-Vol.2』がリリースされ、卍LINEとして音楽活動を開始。

2007年
- 所属事務所である株式会社アンフィニーを退所。

2009年
- 空水としてカメラマン活動を開始。

2010年
- 『血は立ったまま眠っている』で灰男役で舞台初出演。

2012年
- 6月12日、離婚、長男の親権は窪塚洋介が持っている（7月12日、自身のサイトの日記を発表）。

2015年
- 8月24日、広告『CLASH OF KINGS』に11年ぶりにCM出演（ナレーション担当のCM出演などは除く）。
- 12月15日、レゲエダンサー菅原優香（愛称は「PINKY」）と結婚を発表[2]。

2017年
- 『沈黙-サイレンス-』でハリウッドデビュー。
- 3月1日、妻の妊娠を発表[3][4]。個人事務所「株式会社アスマキナ」設立を発表。
- 6月20日、第二子となる女児が誕生[5]。

2020年
- 3月、2006年に芸能界デビューした長男・愛流とドキュメンタリー映画『プラネティスト』（コロナ禍の影響で公開日は7月11日に延期）で共演[6]。

2024年
- 『GTOリバイバル』が4月1日放送され、再び当時のメンバー集まる[7]。

## 人物
- 活動初期は「ヨースケ」という芸名であった。
- 地元横須賀で親交のあるミュージシャンと共同し、ボランティアのためのレゲエ&ヒップホップ・イベントを開催したことがある。卍LINEとしてもレゲエ・イベント『FREEDOM FREAK YOKOSUKA』を横須賀のライブハウスにて隔月で開催している[8]。
- トークイベントも不定期で開催しており、単独トークショーの他に『地球維新』第一回ゲストとしてベンジャミン・フルフォードを招いて講演したことがある[9][10]。
- モデルとしても、多くのファッション誌を飾っている。
- 東日本大震災における被災地住人の放射線被害について取り組む団体「オペレーション・コドモタチ」の賛同者である[11]。
- 一日の食事を1.5食にする事を心がけているという（朝は野菜ジュースと自家製豆乳ヨーグルトが、0.25だとして、昼が1。夜は腸に良い根菜類や発酵食品、海藻類を中心に、つまむ程度で0.25である。）[12]。2020年頃から腸活をライフワークに取り入れている[13][14]。
- 2022年2月にゴルフを始め、気の置けない仲間たちとのゴルフライフを満喫中[15]。翌2023年、自身がプロデュースするゴルフウェアブランド「8G SHOOT（エイジシュート）」を立ち上げた[16][17]。

### 転落事故
育児休業中の、2004年6月6日の午後12時10分頃、神奈川県横須賀市の自宅マンション9階（高さ約29m）から転落した。その際、建物から約9m離れたフェンスに衝突したが地面が芝生だったため、頭蓋骨の開放性骨折など深刻な傷を負ったものの命に別状はなかった。
この事件の真相については諸説あるが、本人は「実はあの3日間の記憶は皆無なんです。意識が戻った時にはすでに骨折状態で、当時何が起こったのかまったく思い出せないんです」と語っている。自殺説については、「これまで生きてきた中で、自分は死にたいと思ったことはない」と否定している。卍LINE名義の楽曲「IKIRO」でこの転落事故について歌っている。交友がある東映社長の岡田裕介は、直後の記者会見でこの話題を振られて「お前はスパイダーマンか」と苦笑しながら混ぜ返した。

## 出演作品

### 映画
- MIDORI（1996年、廣木隆一監督） - 小林みのる  役
- 湘南武闘派高校伝1・2（1997年、福岡芳穂監督） - 郷田純 役
- 亡霊学級 -少女の戦慄-（1997年、サトウトシキ監督） - 河合真吾 役
- 卓球温泉（1998年、山川元監督） - 藤木篤 役
- 富江 replay（2000年、光石冨士朗監督） - 佐藤文仁 役
- 溺れる魚（2001年、堤幸彦監督） - 秋吉宗貴 役
- GO（2001年、行定勲監督） - 主演・杉原 役
- Laundry（2002年、森淳一監督） - 主演・テル 役
- ピンポン（2002年、松本大洋原作、曽利文彦監督） - 主演・星野裕 / ペコ 役
- 凶気の桜（2002年、薗田賢次監督） - 主演・山口進 役
- 刑務所の中（2002年、崔洋一監督） - 浜村 役
- 魔界転生（2003年、平山秀幸監督） - 主演・天草四郎時貞 役
- 鳶がクルリと（2005年、薗田賢次監督）- 美容師 役
- 同じ月を見ている（2005年、深作健太監督） - 主演・熊川鉄矢 役
- アムール・レジェンド「松鼠自殺事件」（2006年、呉米森監督） - 主演・大島 役
- 俺は、君のためにこそ死ににいく（2007年、新城卓監督） - 坂東勝次 役
- パラダイス・ナウ（2007年、ハニ・アブ・アサド監督）- ハーレド 役（日本語吹替）
- ICHI（2008年、曽利文彦監督） - 二代目 虎次 役
- まぼろしの邪馬台国（2008年、東映、堤幸彦監督） - 佐々木一馬 役
- パンドラの匣（2009年、太宰治原作、冨永昌敬監督） - つくし 役
- 東京島（2010年、篠崎誠監督） - ワタナベ 役
- 行きずりの街（2010年、阪本順治監督） - 中込 役
- UGLY（2011年、柿本ケンサク監督） ‐主演・カズヤ 役
- 源氏物語 千年の謎（2011年、鶴橋康夫監督） - 安倍晴明 役
- ヒミズ（2012年、園子温監督）- 飯島テル彦 役
- モンスターズクラブ（2012年、豊田利晃監督）− 垣内ユキ 役
- ヘルタースケルター（2012年、蜷川実花監督）- 南部貴男 役
- ジ、エクストリーム、スキヤキ（2013年、前田司郎監督） - 主演・大川 役
- 愛の渦（2014年、三浦大輔監督）- 店員 役
- サンブンノイチ（2014年、品川ヒロシ監督） - 破魔翔 役
- TOKYO TRIBE（2014年、園子温監督） - ンコイ 役
- 風邪〈ふうじゃ〉（2014年、橋本以蔵監督） - 日村紀久生 役
- Zアイランド（2015年、品川ヒロシ監督） - 白川 役
- 沈黙 -サイレンス-（2017年、マーティン・スコセッシ監督）- キチジロー 役
- アリーキャット（2017年、榊英雄監督） - 主演・マル 役[19]
- 最初の晩餐（2019年、常盤司郎監督）- 東シュン 役[20]
- PLANETIST（2020年、豊田利晃監督）
- 破壊の日（2020年、豊田利晃監督）- 春秋徹 役
- みをつくし料理帖（2020年、角川春樹監督） - 小松原（小野寺数馬） 役[21]
- ファーストラヴ（2021年、堤幸彦監督） - 真壁我聞 役
- 全員切腹（2021年、豊田利晃監督）
- Sin Clock（2023年、牧賢治監督） - 主演・高木シンジ 役[22][23]
- スイート・マイホーム（2023年9月、斎藤工監督）[24]
- THE KILLER GOLDFISH（2025年5月、堤幸彦監督）[25]
- フロントライン（2025年、関根光才監督） - 仙道行義 役[26]
- 次元を超える TRANSCENDING DIMENSIONS（2025年公開予定、豊田利晃監督） - 主演・山中狼介 役（松田龍平とダブル主演）[27][28]

### 配信映画
- ナックルガール（2023年11月2日 、Amazon Prime Video） - 白石誠一郎 役[29]

### テレビドラマ
- 金田一少年の事件簿（第1シリーズの第5話にゲスト出演、1995年、日本テレビ） - 深町充 役 ※ヨースケ名義
- 刑事追う! 第12話「教室の戦争」（1996年、テレビ東京） - 安藤裕治 役 ※ヨースケ名義
- 若葉のころ（1996年、TBS） - 戸田格 役 ※ヨースケ名義
- HEN〜ちずるちゃんとあずみちゃん〜（1996年、テレビ朝日） - 小林龍一 役 ※ヨースケ名義
- 火曜サスペンス劇場「小京都ミステリー18 加賀百万石殺人事件」（1996年、日本テレビ） - 坂本 役 ※ヨースケ名義
- 町（1997年、フジテレビ） - 川辺健治 役
- 土曜ワイド劇場（テレビ朝日）
  - 「新・赤かぶ検事奮戦記シリーズ」第4 - 9作（1997年 - 1999年、朝日放送） - 柊正男 役 ※ヨースケ名義
  - 「警察署長1」（1997年）
  - 「愛と死の殺人海流」（1997年） ※ヨースケ名義
- ATHENA -アテナ-（1998年、テレビ東京） - 大沢ヒロキ 役
- なっちゃん家 第2回「なっちゃん家の天井」（1998年、テレビ朝日） - 小野寺 役
- GTO（1998年、関西テレビ） - 菊池善人 役
  - GTO スペシャル（1999年6月29日）
  - GTOリバイバル（2024年4月1日）[30]
- 走れ公務員! 第2話「エステツアーで美少年逮捕!」（1998年、フジテレビ）
- 天国に一番近い男 heaven cannot wait（1999年、TBS） - 結城サトル 役
- 金曜エンタテイメント「ほんとにあった怖い話〜夏の訪問者〜」（1999年8月27日、フジテレビ） - 森井賢治 役
  - ほんとにあった怖い話「もうひとりの私」（2000年、フジテレビ） - 主演・杉山篤志 役
- 少年H（1999年、フジテレビ、妹尾河童原作） - 花房恵三郎 役
- リップスティック（1999年、フジテレビ） - 牧村紘毅 役
- そして、友だち（2000年、テレビ朝日、山田太一作） - 西村高志 役
- あ・うん（2000年、TBS） - 石川義彦 役
- お見合い結婚（2000年、フジテレビ） - 大畑純一 役
- 池袋ウエストゲートパーク（2000年、TBS） - 安藤タカシ 役
  - 池袋ウエストゲートパーク　スペシャル「スープの回」（2003年3月28日、TBS） - 安藤タカシ 役
- ストロベリー・オンザ・ショートケーキ（2001年、TBS） - 佐伯哲也 役
- もう一度キス（2001年、NHK） - 主演・三枝歩 役
- 超豪華年末ドラマスペシャル「ナンバーワン」（2001年、TBS） - 主演・荒木竜之介 役
- ロング・ラブレター〜漂流教室〜（2002年、フジテレビ） - 主演・浅海暁生 役
- 私立探偵 濱マイク 第5話「花」（2002年、読売テレビ） - 北村昭雄 役
- 怪談百物語 第6話「狼男」（2002年10月29日、フジテレビ） - 正吉 役
- 明日吹く風（2002年、BS-i、塩田明彦監督） - 笹本茂 役
- Giri/Haji（2020年、BBC×Netflix） - 森勇人 役
- 星新一の不思議な不思議な短編ドラマ『処刑 前・後編』（2022年8月9日・16日、NHK BS4K・BSプレミアム）- 主演[31]
- TOKYO VICE Season2 第2話 - 第8話（2024年2月8日 - 3月21日、Max／日本放送日：4月13日 - 5月25日、WOWOW） - 葉山直希 役[32][33]

### 配信ドラマ
- 上下関係（2021年7月30日（全10話）、LINE NEWS VISION） - 主演・カワサキ 役
- 外道の歌（2024年12月6日（全6話）、DMM TV） - 主演・鴨ノ目武 役（亀梨和也とダブル主演）[34]

### 劇場アニメ
- 火の鳥 エデンの花（2023年11月3日、西見祥示郎監督） - ジョージ 役[35]

### 配信アニメ
- 火の鳥 エデンの宙（2023年9月13日、Disney+） - ジョージ 役[35]

### バラエティ番組
- 世界ウルルン滞在記「イタリアの帽子に…窪塚洋介が出会った」（1999年8月、毎日放送）
- 笑っていいとも! テレホンショッキング（2000年4月11日、2002年1月16日 フジテレビ）
- はなまるマーケット「はなまるカフェ」（2000年、TBS）

### ドキュメンタリー等
- 情熱大陸（2001年9月23日、毎日放送）
- トップランナー（2001年10月、NHK）
- 窪塚洋介 23歳の挑戦 凶器・青春・桜…（2002年、テレビ朝日）
- 地球維新〜PIECES OF PEACE〜（2003年、フジテレビ）
- 告白、窪塚洋介〜そして旅は続く〜（2004年、TBS）
- 水曜プレミア「窪塚洋介のネイティブ・アメリカン紀行〜魂に触れる旅 聖なる大地へ〜」（2005年、TBS）
- ETV特集「Reborn〜再生を描く〜」（2018年、NHK Eテレ）-ナレーション

### 舞台
- 血は立ったまま眠っている（2010年、シアターコクーン、シアターBRAVA!、寺山修司作、蜷川幸雄演出）
- 血の婚礼（2011年6月24日 - 7月24日、Bunkamura シアターコクーン、清水邦夫作、蜷川幸雄演出）
- シンベリン（2012年4月2日 - 21日、彩の国さいたま芸術劇場、蜷川幸雄演出）
- iSAMU〜20世紀を生きた芸術家 イサム・ノグチをめぐる3つの物語〜（2013年8月21日 - 27日、パルコ劇場、宮本亜門演出）
- 怪獣の教え（2015年11月19日 - 23日、横浜赤レンガ倉庫1号館3階ホール、豊田利晃演出／2016年9月21日 - 25日、Zeppブルーシアター六本木／2020年4月24日 - 5月3日、横浜赤レンガ倉庫1号館3階大ホール）

### 広告
- ニチレイ「すすめ!すすめ!すすめ!」篇（1996年）
- リクルート「フロム・エー」「ホットペッパービューティー」（1997年 2023年 - ）
- ヘーベルハウス
- チロルチョコ（1998年）
- 日本コカ・コーラ「Pion」（2000年）
- 花王「メンズビオレ」2000年 - 2001年）
- NTTドコモ関西（2000年 - 2001年）
- イマージュ（2001年）
- 江崎グリコ「ムースカプリコ」「キスミント」（2001年）
- SEED「Plusmix（2001年）
- 日本航空「JAL SKI 北海道2002キャンペーン」篇、「アクティブ北海道2001キャンペーン」篇（2001年）
- NTTドコモ「FOMA」（2002年）
- ネスカフェ　N-テイストコード「できた」篇、「ご来店」篇（2002年）
- ライフ「It's my life」篇、「自宅」篇（2002年）
- エレコム 企業CM（2002年）
- 大塚製薬「カロリーメイト」（2003年）
- サントリー食品インターナショナル「ゲータレード」（2009年）
- ソニー・コンピュータエンタテインメント「プレイステーション3」（2009年）
- Elex Wireless「クラッシュ・オブ・キングス」（2015年）[36]
- Indeed「ONE PIECEコラボ「麦わらの一味募集『キャンペーン中』篇」（2019年）
- ギルト「GLADD」「20時を待つ男 ダンス篇」、「登場篇」（2021年6月21日 - ）[37]
- ウィンチケット「WinTicket」『センス』篇、『1,000pt』篇　他（2021年12月15日 - 2024年3月）[38]
- EMPORIO ARAMANI（2022年4月 - ）
- Tabio MEN（2023年4月 - ）
- 青山商事「SUIT SQUARE」（2023年5月 - ）弟・愛流と共演

### ゲーム
- 街 〜運命の交差点〜（1998年、チュンソフト） - サギ山勇役（ヨースケ名義）
- playfaceキャンペーンサイト（2009年）

### プロモーションビデオ
- K DUB SHINE「SAVE THE CHILDREN」
- Mr.Children「君が好き」
- RYO the SKYWALKER「晴れわたる丘」
- TERRY THE AKI-06&卍LINE「ラフセッション」
- 榊いずみ「Lost and Found」

### その他
- ヒロミチナカノ「1999-2000 A/W東京コレクション」-モデル（1999年）
- 香港ブランド「IZZUE」キャンペーン
- 集英社「ナツイチ」キャンペーン（2001年・2002年）
- 日本コカ・コーラ「Glaceau vitaminwater」キャンペーン（2011年・2012年）
- 「IRIE LIFE」2012 S/S、2014 A/W、2016 High Summer Collectionモデル（2012年・2014年・2016年）
- 「NINE RULAZ LINE」2012 S/S、A/Wモデル（2012年）
- 「suzuki takayuki」2012 A/Wイメージモデル（2012年）
- 「WTAPS」2013 S/Sモデル（2013年）
- 池袋PARCOメンズフロアリニューアルキャンペーン（2016年）
- 「上海adidas」イメージモデル（2017年）
- 「NESTA BRAND」2017 Summer/Autumnモデル（2017年）
- 「BULK HOMME」アンバサダー（2018-2019年）
- 「DIVINER」アンバサダー（2019年）
- 「myblu」アンバサダー（2019年）
- 「INXX」アンバサダー（2019年）
- キュレーション通販サイト「HATCH」セレクター（2019年 - ）
- ワールドパーティー「Wpc. IZA」（2021年3月 - ） - アンバサダー兼ビジュアルモデル[39]

## カメラマン
- 「月刊 渡辺奈緒子」新潮社（2009年9月）

## ディスコグラフィー

### 参加作品
| タイトル                                                                                              | 発売日         | 規格品番   | 収録曲                                                                    |
| --- | -------------- | ---------- | ------------------------------------------------------------------------- |
| V.A.「DAZZLIN’GOLD-ina dancehall style-Vol.2」                                                        | 2006年8月25日  | RREC-003   | 05. 「REMEMBER」                                                          |
| DJ MASTERKEY「FROM THE STREETS」                                                                      | 2007年1月24日  | LECD-10007 | REMEMBER / 卍LINE DJ MASTERKEY                                            |
| 万川集海 序篇                                                                                         | 2007年6月6日   | KIX-2001   | 夏雷                                                                      |
| SPICY CHOCOLATE「東京RAGGA BLAZE」                                                                    | 2007年6月27日  | TKCA-73194 | 02. 「SCREW TIME（BIGGA RAIJI & 卍LINE）」                                |
| SETAGAYA MUSIC BASE                                                                                   | 2007年6月27日  | AVCD-23470 | 01. 「Peace」 10. 「KID ANTHEM」                                          |
| TERRYTONY「てりとに」                                                                                 | 2008年1月11日  | FTO-688    | ラフセッション 裏庭DUB MIX／TERRYTONY&卍LINE                              |
| Y×C×H×C Z「MI VIDA LOCA」                                                                             | 2008年8月8日   | DOYCZ-2008 | SLOW BURNING feat 卍LINE                                                  |
| ONENESS -JAPAN'S REGGAE MIX CD- for the POSTIVE WORLD                                                 | 2009年1月28日  | DLWP-2001  | 夏雷                                                                      |
| Scorpion The Silent Killer「ALL DUB PLATE JAPANESE MIX feat. V.A -Special Edition-」                  | 2009年2月20日  | STSKCD-004 |                                                                           |
| MONTA, BIG BEAR & 卍LINE「ありがとう」                                                                | 2009年4月20日  | SIR-002    |                                                                           |
| SPICY CHOCOLATE「東京RAGGA BLAZE 3」                                                                  | 2009年6月24日  | KCA-73437  | 米本-アメポン- feat.卍LINE & TONY the WEED                                |
| 大日本平和党〜ジャパニーズヒップホップレゲエ 其之壱〜                                                 | 2009年7月29日  | DLDH-1     | 夏雷 JUNGLIST YOUTHS Remix / 卍LINE, TAKUTO                               |
| 「New Era〜DJ YUTAKA 30th ANNIVERSARY ALBUM」                                                         | 2009年9月16日  | UMCK-1324  | 03.「MUSIC ENERGY」feat.卍LINE&REILI                                      |
| REILI「SOUND OF FREEDOM」                                                                             | 2009年12月23日 | SSCX-10461 | BORN TO LOVE〜DJ YUTAKA REMIX〜 feat.卍LINE                               |
| BIG BEAR「RAGGASTAR」                                                                                 | 2010年7月7日   | SIR-003    | AOGE feat.卍LINE                                                          |
| BOTH WINGS「NATIONAL DISH〜PLAYLOUD 5th ANNIVERSARY〜」                                               | 2010年9月22日  | LACD-0187  | IKIRO                                                                     |
| TREASURE HOUSE RECORDS Presents PARTY MAXED OUT -JAPANESE MIX- MIXED by MA$AMATIXXX from RACY BULLETT | 2010年12月15日 | LACD-0196  | DANCEHALL RYDER                                                           |
| ALLY&DIAZ「ALLY&DIAZ」                                                                                | 2011年6月29日  | TKCA-73647 | Why with 卍LINE & NO.8                                                    |
| S Cawaii! presents S RAGGA 〜colorful summer〜                                                        | 2011年7月6日   | EXTN-022   |                                                                           |
| DJハンマーナオ「アキゼロミックス」                                                                    | 2011年7月20日  | 420-0831   | 癒やし R.I,P. MIX 卍LINE feat. TONY the WEED / 卍LINE feat. TONY the WEED |
| MUNEHIRO「Singin' with the Boyz」                                                                     | 2011年12月14日 | UMCF-1070  | 道 feat.卍LINE                                                            |
| トムヤムサムライ「TYS」                                                                               | 2012年3月20日  | TYS-6960   | Pull We Down feat. 卍LINE                                                 |
| BIG BEAR「GHETTO PLAYER」                                                                             | 2014年4月30日  | SIR-005    | AOGE Part.2 featuring 卍LINE                                              |
| RUEED「The Light」                                                                                    | 2015年6月10日  | LACD-0256  | SURVIVOR feat.卍LINE                                                      |

## ミュージックビデオ
| 監督                                  | 曲名 |
| Yahman                                | 「Center Entertainer」「FIRE BURNIN'」                                                                   |
| 柿本ケンサク                          | 「IKIRO」「Burn di Jerass」「ブンシャカラカ」「はじまりはいつも､､､」「愛の讃歌」                         |
| 品川ヒロシ                            | 「Z DUB」「ゆるし」                                                                                      |
| 豊田利晃                              | 「Soul Ship」                                                                                            |
| ANGLE（Chilling Design Studio）       | 「TakeitEasy」「O.RE.O.RE.O」                                                                            |
| KOVA FILM（Chilling Design Studio）   | 「オレ」「3rd Eyeslanderz」「シャングルグレー」                                                          |
| KUROFIN                               | 「SOUL 2 SOUL」「プリズンブレイク」                                                                      |
| KEISHI UNNO                           | 「ヒガンバナ」「NIGHT DIVER」                                                                            |
| Genki Ito                             | 「Fire Bird」                                                                                            |
| 奈良機械                              | 「自由蝶」                                                                                               |
| ISSEI（BROTH WORKS FILM）             | 「ビューティフルカラフル」                                                                               |
| KOWTARAW                              | 「Gaia Symphony」                                                                                        |
| 空水                                  | 「ありがとう」「KEY MAKER」「MAP in da treasure box」「ワレワレワ」「そばに...」「YOU&ME」「はなさない」 |
| 空水、ANGLE（Chilling Design Studio） | 「I LOVE U」                                                                                             |
| 空水、米原康正                        | 「SEX&HIGH」                                                                                             |
| 空水、KOVA FILM                       | 「喜びのうた」                                                                                           |

## 主な出演イベント
- 2008年12月6日 - OGA NAMAHAGE ROCK FESTIVAL VOL.0.9
- 2009年11月21日 - MADOllie2009 REGGAE/HIPHOP DAY
- 2012年6月17日 - SAIKOH!!Vol.9
- 2012年8月12日 - URAHAMA 2012
- 2012年9月22日 - 渋谷レゲエ祭2012
- 2012年11月17日 - sound lab mole 6th Anniversary
- 2012年12月29日 - SOUTH YAAD MUZIK vol.6 RELEASE PARTY
- 2013年6月2日 - FRESH AIR in SAKAE 2013
- 2013年6月9日 - 富士レゲエフェスティバル2013
- 2013年7月20日 - REGGAE MUSEUM
- 2013年9月21日 - 渋谷レゲエ祭2013
- 2013年9月22日 - BALLERS NATION 2013
- 2013年12月27日 - THA GREENDAYZ 2013 VOL.20
- 2013年12月29日 - SOUTH YAAD MUZIK vol.7 RELEASE PARTY
- 2014年3月14日 - シュリル☆ブンNIGHT
- 2014年4月6日 - 大阪レゲエ大音楽祭
- 2014年6月22日 - 蠍劇場 巡業編 横浜の巻
- 2014年8月10日 - URAHAMA 2014
- 2014年8月17日 - DREAM LAND 〜日本の中心でレゲエを唄おう〜
- 2014年8月23日 - 野外DANCE 波音2014
- 2014年9月13日 - 渋谷レゲエ祭2014
- 2014年10月4日 - TATESHINA MUSIC CAMP
- 2014年12月21日 - ALLMIX IN KANSAI 2014
- 2014年12月28日 - SOUTH YAAD MUZIK VOL.8 RELEASE PARTY
- 2015年7月25日・26日 - POWER SPOT 2015
- 2015年8月15日 - DREAM LAND 〜日本の中心でレゲエを唄おう〜
- 2015年10月12日 - HIGH TIMEZ 2015
- 2015年11月8日 - 昭和レコード TOUR SPECIAL 2015 × ZORN "The Downtown" Release Tour
- 2015年12月13日 - CATCH A FIRE RELEASE PARTY × MURAL 10TH ANNIVERSARY
- 2015年12月27日 - SOUTH YAAD MUZIK VOL.9 RELEASE PARTY
- 2016年3月12日 - 311未来へのつどい ピースオンアース
- 2016年5月22日 - DIRECT 2016〜SAKAE REGGAE FES〜
- 2016年8月10日 - 渋谷エンタメフェス2016
- 2016年8月13日 - 浜祭2016 〜URAHAMA外伝〜
- 2016年9月17日 - 渋谷レゲエ祭 〜レゲエ歌謡祭2016〜
- 2016年12月24日 - SABISHINBO NIGHT 2016
- 2017年10月1日 - EXTREME BEACH FESTIVAL'17

## 書籍
- 「20〜放たれた言葉たちのゆくえ」（2000年、光進社刊）
- 「聖邪の行進～幻想戯曲「解放軍」より四季のある楽園～」（2001年、ぴあ刊）
- 「PIECES OF PEACE」（2003年、講談社刊）
- 「流」（2003年、講談社+α文庫刊）
- 「地球維新 Vol.1 エンライトメント・ストーリー」中山康直 共著（2004年、明窓出版刊）
- 「窪塚洋介／卍LINE～TIME WAVE～」リリック集＆写真集（2010年、インフォレスト刊）
- 「放浪」（2011年、NORTH VILLAGE刊）
- 「放尿」（2012年、サンクチュアリ出版刊）
- 「聖邪の行進〜幻想戯曲「解放軍」より四季のある楽園〜」朗読CD（2012年、AMATORECORDZ刊）
- 「放流」（2015年、NORTH VILLAGE刊）
- 「コドナの言葉」（2018年、NORTH VILLAGE刊）

## 受賞歴
- 『少年H』
  - 第37回ギャラクシー賞 奨励賞
- 『GO』
  - 第25回日本アカデミー賞[40]
    - 最優秀主演男優賞
    - 新人俳優賞

  - 第26回報知映画賞
    - 主演男優賞

  - 第75回キネマ旬報ベスト・テン
    - 主演男優賞
    - 新人男優賞

  - 第14回日刊スポーツ映画大賞・石原裕次郎賞 石原裕次郎新人賞
  - 第16回高崎映画祭 主演男優賞
  - 第56回毎日映画コンクール スポニチグランプリ新人賞
  - 第23回ヨコハマ映画祭 主演男優賞
  - 第11回日本映画批評家大賞 主演男優賞
- 第10回ペアレンティングアワード（パパ部門）2017年
- 『池袋ウエストゲートパーク』（2000年）
  - 第25回ザテレビジョンドラマアカデミー賞 助演男優賞[41]
- 『ストロベリー・オンザ・ショートケーキ』（2001年）
  - 第28回ザテレビジョンドラマアカデミー賞 助演男優賞[42]
- 『最初の晩餐』（2019年）
  - 第34回高崎映画祭 最優秀助演男優賞[43]
  - 第29回日本映画批評家大賞 助演男優賞[44]

## 関連人物
- ARATA
- ベンジャミン・フルフォード